# Седельников, Георгий Степанович
Георгий Степанович Седельников (1905—1968) — советский химик, академик АН Туркменской ССР, лауреат Сталинской премии.

## Биография
Родился 19 марта 1905 г. в д. Пашичи (в советское время — Верховенский район Кировской области).
В 1923—1926 гг. работал учителем начальной сельской школы.
В 1926 г. уехал в Ленинград и поступил на естественное отделение Ленинградского педагогического института имени Герцена. После его окончания преподавал химию на рабфаке Новосибирского института народного хозяйства (1930—1931).
С 1931 г. научный сотрудник Западно-Сибирской краевой научно-исследовательской химической лаборатории, вёл исследования по изучению запасов и состава солей соляных озёр Сибири.
В 1937 г. утверждён в ученом звании старшего научного сотрудника. В том же году переехал в Москву и был принят в Институт общей и неорганической химии (ИОНХ) им. И. С. Курнакова Академии паук СССР на должность старшего научного сотрудника лаборатории химии и технологии природных солей. По совместительству до 1941 г. — ассистент кафедры аналитической химии Московского геологоразведочного института.
В 1940 году защитил кандидатскую диссертацию, в 1954 г. — докторскую диссертацию на тему «Исследование водносолевых систем типа природных содовых растворов».
С конца 1930-х гг. совместно с Н. П. Лужной и X. Б. Фрадкиной под общим научным руководством профессора С. 3 Макарова работал над методом получения активного гипохлорита кальция. Работа, имевшая большое практическое значение, завершилась успехом, и 1941 г. авторскому коллективу была присуждена Сталинская премия.
В 1949—1965 гг. по совместительству доцент кафедры технологии редких и рассеянных элементов Московского института тонкой химической технологии им. Ломоносова.
С 1950 по 1961 г. — начальник и научный руководитель Карабогазской экспедиции ИОНХ АН СССР. Участвовал в разработке схемы комплексной переработки рассолов залива, предусматривающей получение сульфатов натрия и калия, магниевых и других солей.
В феврале 1965 г. избран академиком АН Туркменской ССР, переехал в Ашхабад и возглавил лабораторию химии и технологии солей Института солей. Одновременно преподавал в политехническом институте.
Скоропостижно умер в Ашхабаде 25 мая 1968 г. Похоронен в Москве на Востряковском кладбище.

## Сочинения
- Графические расчеты солевых систем Кара-Богаз-Гола [Текст] / АН Туркм. ССР. Ин-т химии. — Ашхабад : Ылым, 1967. — 56 с. : черт.; 20 см.
- Химия и технология переработки природных солей [Текст] / Акад. Г. С. Седельников, кандидаты хим. наук Л. С. Ефименко, К. А. Ерофеева. — Ашхабад : Ылым, 1967. — 6 с.; 20 см. — (Вопросы советской науки/ АН Туркм. ССР; 11).